# Cinclode à ailes marron
Espèce
Statut de conservation UICN

 LC  : Préoccupation mineure
Le Cinclode à ailes marron (Cinclodes albidiventris) est une espèce d'oiseaux d'Amérique du Sud de la famille des Furnariidae. Elle était autrefois considérée comme une sous-espèce du Cinclode brun (Cinclodes fuscus).

## Répartition
Son aire fragmentée s'étend du nord du Pérou à la cordillère de Mérida (Venezuela).